# Peggau
Peggau – gmina targowa w Austrii, w kraju związkowym Styria, w powiecie Graz-Umgebung. Według danych Austriackiego Urzędu Statystycznego liczyła 2197 mieszkańców (1 stycznia 2015).